# مقاطعة دوبريتش
محافظة دوبريتش (بالبلغارية: Област Добрич)‏ هي إحدى مقاطعات بلغاريا تقع في شمال شرق بلغاريا. يقدر عدد سكانها بـ 186,016 نسمة ومساحتها 4,719.71 كم2، وترتفع عن سطح البحر 172 متر.

## الموقع
موقع المدينة بين مقاطعات بلغاريا:

## أعلام
- زيفكو غوسبودينوف